# Stanley (Nuevo Brunswick)
Stanley es una aldea ubicada en el condado de York, en la provincia canadiense de Nuevo Brunswick.

## Toponimia
El pueblo recibe su nombre en honor a Edward Smith-Stanley, 14.º conde de Derby (1799-1869), quien estuvo involucrado en el establecimiento de la «New Brunswick and Nova Scotia Land Company» en 1833.

## Historia
El área fue colonizada en 1833 cuando un grupo de comerciantes provenientes de Londres se interesaron en la zona.

## Geografía
Stanley se encuentra ubicado en las coordenadas 46°16′59″N 66°44′23″O / 46.28306, -66.73972. Según Statistics Canada, la localidad tiene un área total de 17,34 km² (6,7 mi²).

## Demografía
Para el censo de 2011, había 419 personas y 181 viviendas, de las cuales solo 167 estaban ocupadas por usuarios regulares. La densidad de población era 24,2 hab/km².